# Granius Flaccus
Granius Flaccus (floruit Ier siècle av. J.-C.) est un antiquaire et érudit en droit et en religion romains. Il a peut-être vécu à l'époque de Jules César et Auguste.

## Érudit religieux
Granius a rédigé le livre De indigitamentis (Sur les formes de l'Adresse), qui porte sur les indigitamenta, c'est-à-dire des recueils pontificaux qui contenaient les formules de prières ou les listes de divinités, les livres servaient donc de références lors des invocations,,. Granius dédie son ouvrage à Jules César, comme son contemporain Varron l'a fait pour son Antiquitates Divinae. Le titre est emprunté d'une citation du grammairien du IIIe siècle av. J.-C. Censorin. Macrobe cite Granius et Varron comme des autorités sur la religion.
Les Pères de l'Église utilisent les textes de Granius comme sources sur l'ancienne religion romaine. Arnobe, par exemple, réfère à lui quatre fois dans son livre Contra Paganos, juste après Varron par le nombre de citations. Ce dernier est cité autant de fois que l'érudit pythagoricien Nigidius Figulus et plus souvent que Cicéron. Arnobius laisse croire qu'il connaît les ouvrages d'Aristote de façon indirecte et cite Granius comme intermédiaire au moins une fois. Granius, selon lui, démontre que Minerve est pareille à Luna et identifie les nundines aux muses.
Granius a soutenu que les genius et les lares sont identiques. Il partageait l'opinion de Varron que les res divina (en) d'Apollon et de Liber Pater étaient célébrées sur le mont Parnasse. Parfois, il est impossible de savoir si « Flaccus » désigne Verrius Flaccus ou bien Granius Flaccus.

## Juriste
Granius est cité comme une autorité en droit romain dans le Digeste de Justinien, où il est rapporté qu'il a écrit un traité sur la loi papirienne telle qu'appliquée par le pontifex Gaius Papirius. Une mention dans les écrits de Cicéron sur les écrits de Papirius remonte à 46 av. J.-C. Le ius Papirianum explique les lois des rois de Rome (Leges regiae), qui étaient sacrées et exigeaient la connaissance des archives pontificales. L'intérêt de Granius pour les aspects religieux et légaux de son époque s'explique facilement grâce à cet éclairage,..
Il n'existait peut-être pas de recueil des leges regiae avant cette époque ; l'existence d'un ius Papirianum remonte aux publications de Granius au début du règne d'Auguste. Pour cette raison, il était peut-être un juriste de grande réputation, au contraire de ce que laisse penser le très faible nombre de fragments de ses publications,.
Le point de droit cité dans le Digeste sert à distinguer une petite amie (amica) d'une concubine telle que définie par la loi (concubina). Granius explique que pellex (ou paelex), dérivé du mot grec pallakis, est devenu à l'usage le mot pour parler d'une femme qui couche régulièrement avec un homme qui est légalement marié (uxor),.
Ce Granius est parfois confondu avec Licinius Granius, mais ce dernier est le plus souvent daté de l'époque d'Hadrien.